# Mircea Nedelcu
Mircea Nedelcu (n. 8 martie 1958) este un fost senator român în legislatura 2000-2004, ales în județul Hunedoara pe listele partidului PRM.
Autor al Legii nr.584 din 29 octombrie 2002 , privind măsurile de prevenire a răspândirii maladiei SIDA în România și de protecție a persoanelor infectate cu HIV sau bolnave de SIDA.
În cadrul activității sale parlamentare, Mircea Nedelcu a fost membru în grupurile parlamentare de prietenie cu Republica Slovenia, Republica Peru și Republica Islamică Iran. Mircea Nedelcu a înregistrat 45 de luări de cuvânt în 41 de ședințe parlamentare. Mircea Nedelcu a fost membru în comisia economică, industrii și servicii (din ian. 2001), în comisia pentru muncă, familie și protecție socială (până în feb. 2002) și în comisia pentru administrație publică, organizarea teritoriului și protecția mediului. Mircea Nedelcu a inițiat 6 propuneri legislative, dintre care 2 au fost promulgate legi.   